# 莉莉·當勞遜
莉莉·當勞遜（英語：Lily Donaldson，1988年1月27日—），生于英國首都倫敦，昵称“Lily D”，是英国超级名模。
2012年伦敦奥运会闭幕式上，她成为东道主欢送团。

## 模特事業
2003年在購物時被倫敦Select模特經紀公司發掘，由此走上T台。
當勞遜曾為Dior、Jil Sander、Lanvin、Burberry、Maxmara等時裝品牌拍攝過廣告。2005年，當勞遜在英國時尚頒獎典禮上獲得最佳模特提名。
2007年，Lily Donaldson和Doutzen Kroes、Caroline Trentini、Raquel Zimmermann、Sasha Pivovarova,Agyness Deyn、Coco Rocha、Hilary Rhoda、Chanel Iman、Jessica Stam一起登上了時尚雜誌Vogue美國版封面，被譽為全球新生代10大超模。